# Begraafplaats van Lesquin
De Begraafplaats van Lesquin is een gemeentelijke begraafplaats in de Franse gemeente Lesquin in het Noorderdepartement. De begraafplaats ligt ten noordwesten van het dorpscentrum van Lesquin, langs de weg naar Ronchin. De begraafplaats ligt tegen de gemeentegrens met Ronchin, die er wordt gevormd door de snelweg A1/E17.

## Britse oorlogsgraven
Op de begraafplaats bevinden zich 14 Britse oorlogsgraven met gesneuvelden uit de Tweede Wereldoorlog. De 14 graven zijn geïdentificeerd en worden onderhouden door de Commonwealth War Graves Commission. In de CWGC-registers is de begraafplaats opgenomen als Lesquin Communal Cemetery.